# 188 Menippe
A 188 Menippe a Naprendszer kisbolygóövében található aszteroida. Christian Heinrich Friedrich Peters fedezte fel 1878. június 18-án.